# Альбер Майо
Альбер Майо (фр. Albert Mayaud, 31 березня 1899 — 14 серпня 1987) — французький плавець і ватерполіст.
Учасник Олімпійських Ігор 1920, 1924 років.
Олімпійський чемпіон 1924 року.